# 久保田ゆうと
久保田 ゆうと（くぼた ゆうと）は、日本の漫画家。デビュー以前は、久保田雄人というペンネームを使っていた。文星芸術大学マンガ専攻第一期生卒業。

## 経歴
第69回（2007年下期）週刊少年チャンピオン新人まんが賞（審査員：小沢としお・佐渡川準・浜岡賢次・米原秀幸）にて、「挑戦王ケンスケ」（久保田雄人名義）で奨励賞。第30回（2009年12月期）JUMPトレジャー新人漫画賞（審査員：椎橋寛）にて、「海の太陽」（久保田雄人名義）で最終候補。第36回（2010年6月期）JUMPトレジャー新人漫画賞（審査員：岩代俊明）にて、「アジシオ～塩谷の解剖学～」（久保田雄人名義）で最終候補。第48回（2011年6月期）JUMPトレジャー新人漫画賞（審査員：田村隆平）にて、「インスタントヒーロー」（以降、久保田ゆうと名義）で佳作受賞。『週刊少年ジャンプ』（集英社）公式ウェブサイト上にて作品が掲載される。
『ジャンプNEXT!』（集英社）2012 SUMMERに掲載された「インスタントヒーローズ」でデビュー。『週刊少年ジャンプ』2013年17号に「Sporting Salt -塩谷の解剖学-」を掲載。2014年43号から2015年10号まで「Sporting Salt」を連載。自身初の連載となった。

## 作品リスト
- 挑戦王ケンスケ - デビュー作、読切40P
- ユウキの風（作画、原作：大利実） - 『Hit&Run』2008年12月号 - 2010年12月号
- 海の太陽 - 読切
- テーブル中心のわたあめ - 『中学部活応援マガジン 熱中!卓球部』2010年1号 - 2013年15号
- ステップイン - 『中学部活応援マガジン 熱中!バレー部』2010年1号 - 2012年13号
- アジシオ～塩谷の解剖学～ - 読切 JUMPトレジャー新人漫画賞 2010年6月期 最終候補
- インスタントヒーロー - 読切45P JUMPトレジャー新人漫画賞 2011年6月期 佳作
- インスタントヒーローズ - 『ジャンプNEXT!』2012SUMMER 読切45P
- Sporting Salt -塩谷の解剖学- - 『週刊少年ジャンプ』2013年17号 - 読切センターカラー47P
- Sporting Salt - 『週刊少年ジャンプ』2014年43号 - 2015年10号
- マンガふるさとの偉人「いのちをつなぐ唐桶のため」岡田宗山物語（作画担当、編集・田中誠一．(文星芸術大学マンガ専攻特任教授)、企画・監修：芳賀町偉人マンガ製作活用委員会）芳賀町教育委員会2024年3月[2]